# アレクサンドル・デュムラン
アレクサンドル・デュムラン（Alexandre Dumoulin、1989年8月24日 - ）は、トップ14、セクシオン・パロワーズに所属するラグビー選手。

## プロフィール
- フランス・ブルゴワン＝ジャイユー出身。
- ポジションはセンター(CTB)。
- 身長 189cm、体重 97kg
- フランス代表キャップは8(2021年1月現在)でラグビーワールドカップ2015のフランス代表に選ばれた[1]。

## 略歴
ブルゴワン、ラシン92、モンペリエを経て、2019年、ポーに加入。 